# Palpopleura
Palpopleura là một chi chuồn chuồn ngô thuộc họ Libellulidae.
Chi này gồm các loài:
- Palpopleura albifrons Legrand, 1979
- Palpopleura deceptor (Calvert, 1899) - Deceptive Widow[2]
- Palpopleura jucunda Rambur, 1842 - Yellow-veined Widow[3]
- Palpopleura lucia (Drury, 1773) - Lucia Widow[4]
- Palpopleura portia (Drury, 1773) - Portia Widow[5]
- Palpopleura sexmaculata (Fabricius, 1787)
- Palpopleura vestita Rambur, 1842